# Левичарофф, Сибилла
Сибилла Левичарофф (нем. Sibylle Lewitscharoff; 16 апреля 1954[…], Штутгарт — 13 мая 2023, Берлин) — немецкая писательница, драматург.

## Биография
Отец — эмигрант 1940-х годов из Болгарии, мать — немка. Изучала теологию в Свободном университете Берлина. Жила в Буэнос-Айресе и в Париже. Начинала как драматург на радио. Её второй роман Понг (1998) был отмечен премией Ингеборг Бахман.
Член ПЕН-Центра Германии. Жила в Берлине.
Умерла 13 мая 2023 года в возрасте 69 лет.

## Произведения

### Романы
- 36 Gerechte. C. Steinrötter, Münster 1994
- Pong. Berlin Verlag, Berlin 1998 (фр. пер. 2000, тур. пер. 2003, англ. пер. 2013)
- Der höfliche Harald. Berlin Verlag, Berlin 1999
- Montgomery. Deutsche Verlagsanstalt, Stuttgart [u.a.] 2003
- Consummatus. DVA, Stuttgart 2006
- Apostoloff. Suhrkamp, Frankfurt 2009 (премия Лейпцигской книжной ярмарки; исп. пер. 2010)
- Блюменберг/ Blumenberg. Suhrkamp, Berlin 2011 (премия Вильгельма Раабе; исп. и словен. пер. 2013)

### Драмы
- Vor dem Gericht (2012)

### Эссе и устные выступления
- Поэт как ребёнок/ Der Dichter als Kind. Ein Essay und fünf szenische Objekte. In: Marbacher Magazin 128, Deutsche Schillergesellschaft, Marbach am Neckar 2009
- Über die Niederlage. Klagenfurter Rede zur Literatur 2011. Text (PDF; 18 kB) und Video (недоступная ссылка) (Клагенфуртские лекции по литературе)
- Vom Guten, Wahren und Schönen: Frankfurter und Zürcher Poetikvorlesungen. Suhrkamp, Berlin 2012

## Признание
Премия Марии-Луизы Кашниц (2008). Берлинская литературная премия (2010). Премия Генриха Клейста (2011), премия Рикарды Хух (2011). Премия Георга Бюхнера (2013). Стипендия Немецкой академии в Риме (Вилла Массимо, 2013), профессура братьев Гримм в университете Касселя (2013).
Член Немецкой академии языка и поэзии (2007), Берлинской академии искусств (2010).